# Portage (Indiana)
Portage é uma cidade localizada no estado americano de Indiana, no Condado de Porter.

## Demografia
Segundo o censo americano de 2000, a sua população era de 33.496 habitantes.
Em 2006, foi estimada uma população de 36.300, um aumento de 2804 (8.4%).

## Geografia
De acordo com o United States Census Bureau tem uma área de
71,0 km², dos quais 65,9 km² cobertos por terra e 5,1 km² cobertos por água. Portage localiza-se a aproximadamente 194 m acima do nível do mar.

## Localidades na vizinhança
O diagrama seguinte representa as localidades num raio de 8 km ao redor de Portage.